# 土曜亭らじおDON!
『土曜亭らじおDON!』（どようていらじおドン）は、2006年4月8日から2012年9月22日まで山陰放送（BSSラジオ）で放送されていたラジオ番組。
土曜の朝から昼下がりにかけて放送されていたローカルワイド番組で、前番組『新鮮生放送 どど〜んと土曜日 新・鮮・組』と同様に午前と午後の2部構成で放送。前者については『あさDON』、後者については『ひるDON』と呼称していた。
特別番組の放送がある日には放送時間が縮小された。また、午後に夏の高校野球鳥取大会の中継がある日には、基本的に『あさDON』のみの放送で終了していた。試合が中止になっても特別番組の放送があるため、『ひるDON』は行われないままになることがあった。
BSSまつりが開催される日には、会場からの生放送を行っていた。

## 放送時間
いずれも日本標準時。間の時間帯には『山陰地区船舶気象通報』と『音楽の風車』が放送されていた。
- 土曜 8:30 - 10:59, 12:30 - 14:55（2006年4月8日 - 2012年3月31日）
- 土曜 9:00 - 10:59, 12:30 - 14:55（2012年4月7日 - 9月22日） - 『サタナビ!』の放送開始ならびに本番組9時台に行われていた『山陰地区船舶気象通報』の単独番組化に伴い、放送枠が30分縮小。

## 出演者

### パーソナリティ
基本的には山根と山陰放送の女性アナウンサー1人という組み合わせであった。どちらかが来られない場合には、別の人物が代理を務めることがあった。
- 山根伸志（BSSアナウンサー、2006年4月8日 - 2012年9月22日）
- 田中友香理（出演当時BSS契約アナウンサー、2006年4月8日 - 2009年10月10日）
- 松浦美代（出演当時BSS契約アナウンサー[1]、2009年10月10日 - 2010年4月3日）
- 甲斐千代子（出演当時BSS契約アナウンサー[2]、2010年4月10日 - 2011年4月2日）
- 中村恭子（出演当時BSS契約アナウンサー[3]、2011年4月9日 - 2012年9月22日）

### コーナー出演者
こちらも別の人物が代理を務めることがあった。
- 高木啓一（BSSアナウンサー） - 「ラジ郎リポート」担当[4]。
- 前田芳枝（出演当時BSSラジオカーリポーター） - 「ラジ郎リポート」担当[4][5]。
- 西本敦子（フードコーディネーター） - 「あっちゃんのDON DON クッキンGoo!」担当[6]。
- 盆子原浩二（スポーツキャスター） - 「Mr.KBのアメリカンスポーツ from L.A」担当[7]。
- SANISAI（音楽バンド、2007年5月[8] - ） - 「SANISAIのらじおJACK」担当[9]。
- 城下尊之（芸能リポーター） - 「芸能NEWSてんこもり」担当[9]。
- 川内朋子 → 川内天子（芸能リポーター） - 「芸能NEWSてんこもり」担当[9]。

## コーナー
2011年度のデータを記載。

### あさDON・ひるDON共通
- M（原文まま）
- Mail/FAX紹介
- ラジ郎リポート（毎月第1・3週） - 山陰地方各地からのラジオカーリポートのコーナー。左記以外の週には、このコーナーの時間を使って「お得情報」を伝えていた。

### あさDON
- 交通情報
- ニュース
- 天気予報
- DON DONリクエスト！
- 山陰地区船舶気象通報
- 山陰NEWSてんこ盛り
- メモリアル百科
- M DON DONリクエストの曲
- 美しい日本語の世界
- お出かけ気象情報
- お楽しみ情報
- あっちゃんのDON DON クッキンGoo!
- Mr.KBのアメリカンスポーツ from L.A

### ひるDON
- NEWSてんこ盛り
- デパートインフォメーション
- M まわれ！ドーナツ盤
- SANISAIのらじおJACK（毎月第1週）
- 芸能NEWSてんこ盛り（毎月第4週）
- イントロDON DON（毎月第1・2・3週） - 左記以外の週には、このコーナーの時間を使って「芸能情報」を伝えていた。
- 山陰CD売り上げチャート